# Alexander Rossi
Alexander Michael Rossi (Nevada City, 25 settembre 1991) è un pilota automobilistico statunitense, impegnato nel campionato IndyCar. Ha vinto la 500 Miglia di Indianapolis del 2016.

## Carriera

### Kart e gli inizi in monoposto
Nel 2005, dopo essere diventato campione nazionale dell'IKF nella categoria Yamaha 100cc, Rossi fu semifinalista nella ricerca tra i piloti americani della Red Bull, concludendo nella top 5 su oltre 2000 candidati.
Nel 2006 la Skip Barber Racing School gli assegnò la Skip Barber National Scholarship per partecipare allo Skip Barber National Championship, dove finì 3º e divenne il più giovane vincitore nel campionato della storia, all'età di 14 anni. Rossi partecipò alla Formula BMW americana nel 2007, chiudendo 3º in campionato, con tre vittorie e cinque podi alla guida di una vettura del Team Apex Racing.
Per la stagione 2008, Rossi tornò per un anno con il team due volte campione EuroInternational. Vinse il campionato, diventando il primo pilota statunitense a vincere in Formula BMW americana, con dieci vittorie in quindici gare.
Rossi completò la stagione diventando Campione del Mondo, vincendo anche le Finali Mondiali di Formula BMW nel 2008 all'Autodromo Hermanos Rodríguez a Città del Messico, battendo il debuttante Michael Christensen. Grazie a questa vittoria, Rossi fu premiato con un test per la BMW Sauber, insieme al campione della serie europea Esteban Gutiérrez.

### Formula Masters
Rossi decise di attraversare l'Oceano Atlantico per correre in Europa nel 2009. Scelse di partecipare alla Formula Masters con l'Hitech Racing. Dopo due round, Rossi si spostò all'ISR Racing per il resto della stagione. Vinse tre gare nel corso della stagione, tutte arrivate in gare in cui la griglia era invertita. Le tre vittorie a Brno, a Spa e a Imola, furono seconde solo a quelle di Fabio Leimer (sette) nel 2009. Grazie anche alla sesta posizione di Pål Varhaug a Imola, Rossi arrivò 4º in campionato, il meglio piazzato tra i debuttanti.

### GP2 Asia Series
Rossi partecipò alla GP2 Asia Series 2009-2010. Dopo aver corso per la Ocean al primo round ad Abu Dhabi, passò al Team Meritus per le restanti gare. Rossi diede subito un'ottima impressione, chiudendo 4º alla gara del debutto dopo essere partito 13º. Rossi fu solo il secondo statunitense a partecipare ai livelli della GP2 oltre a Scott Speed, che arrivò a correre in Formula 1 con la Toro Rosso nel 2006 e 2007. Si classificò 9º.

### GP3 Series e World Series by Renault

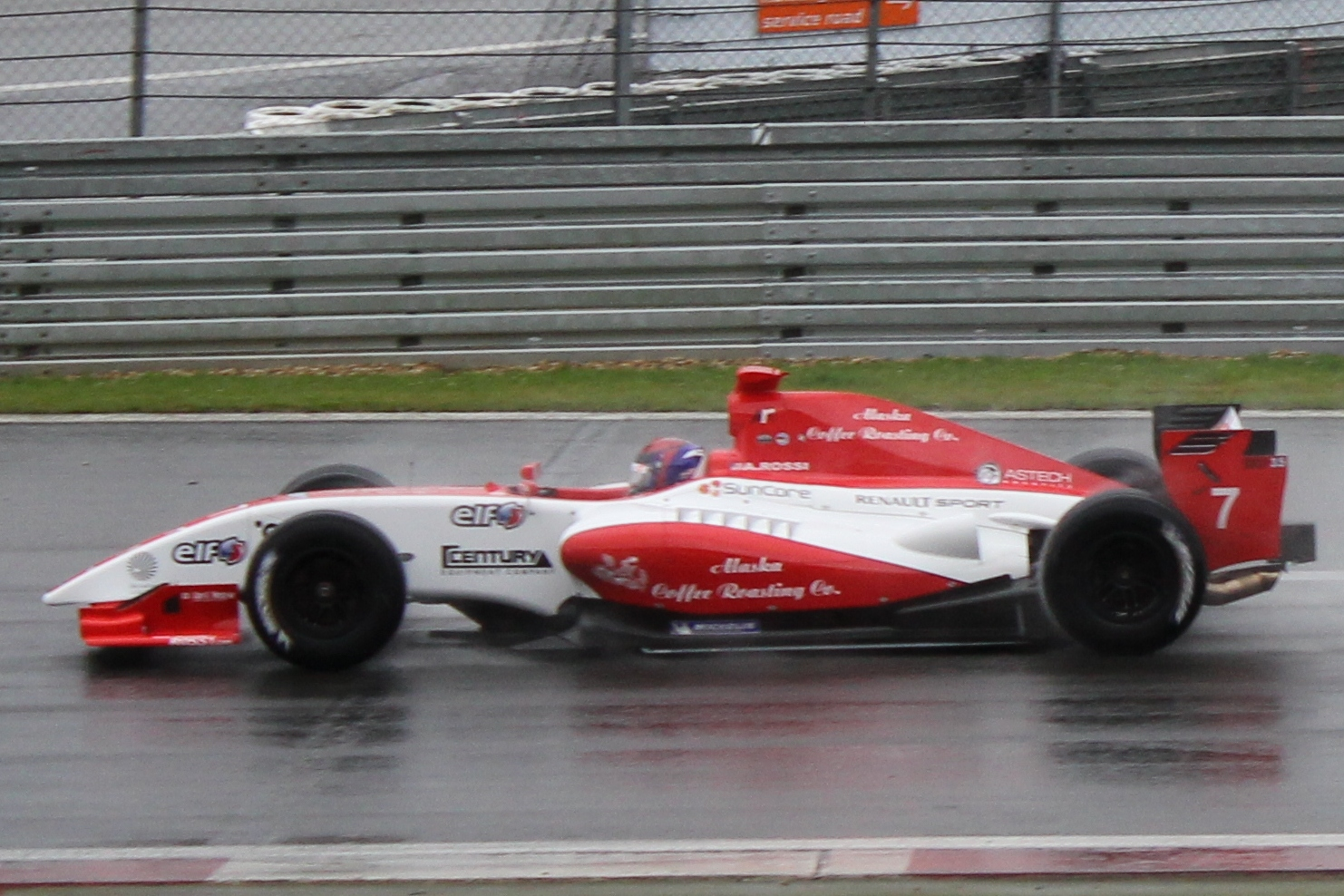
Alexander Rossi al Nürburgring nel 2011 durante le World Series by Renault

Rossi si spostò nella nuova GP3 Series nel 2010, partecipando al campionato con la ART Grand Prix. Raggiunse Pedro Nunes ed Esteban Gutiérrez al team, vincendo due volte e finendo 4º in campionato.
Dopo una stagione in GP3, Rossi partecipò alla Formula Renault 3.5 del 2011, con una Fortec Motorsport. Fu raggiunto al team dal pilota brasiliano di Formula 3 italiana vincitore del campionato 2010 Cesar Ramos. Vinse la gara d'apertura a Aragón e la seconda gara a Le Castellet e concluse 3º in campionato - migliore dei piloti debuttanti - dietro ai piloti della Carlin Robert Wickens e Jean-Éric Vergne.
Rossi restò nella serie anche nel 2012, ma si spostò alla Arden Caterham Motorsport, affiancando il pilota supportato da Red Bull Lewis Williamson.

### GP2 Series
Rossi prese il posto del cinese Ma Qinghua a partire dal week-end del Bahrein, ossia dal 19 aprile 2013, all'interno del team Caterham ed effettuando così il suo debutto nella GP2 Series 2013. Nella stagione totalizzò quattro podi, di cui una vittoria ad Abu Dhabi, e si piazzò al nono posto in classifica con 92 punti.
Dopo aver iniziato la stagione 2014 sempre al volante della Caterham, interrompe a luglio la collaborazione col team, correndo nella gara di Hockenheim per il team Campos. Rossi non prese parte ad altri appuntamenti, chiudendo la stagione al ventunesimo posto, con 12 punti.
Nel 2015 venne ingaggiato dalla Racing Engineering. Rossi conquistò tre vittorie e il secondo posto nella classifica generale, alle spalle di Stoffel Vandoorne.

### Formula 1
Rossi fu uno dei tre piloti coinvolti nel progetto mai decollato del team americano US F1, insieme a José María López e James Rossiter. Firmò per diventare collaudatore della squadra prima che questa scomparisse. Testò anche una vettura di Formula 1, la BMW Sauber del 2009, al test per giovani piloti di Jerez, come premio per aver vinto le Finali Mondiali di Formula BMW. Questo test permise a Rossi di ottenere la Superlicenza FIA. Il 9 marzo 2012, venne annunciato come collaudatore della Caterham, insieme all'altra riserva Giedo van der Garde. Al Gran Premio di Spagna 2012 guidò la vettura di Heikki Kovalainen nella prima sessione di prove libere, diventando il primo pilota statunitense a guidare durante un week-end di gara dal Gran Premio d'Europa 2007, al quale aveva preso parte Scott Speed. Nel luglio 2014 interruppe la collaborazione con il team.. Dopo l'abbandono della Caterham passò alla Marussia. Il 21 agosto la squadra russa ufficializzò il suo debutto a Spa, come sostituto di Max Chilton, ma dopo le prove libere il pilota titolare venne confermato. Dopo il grave incidente che coinvolse Jules Bianchi nel Gran Premio del Giappone, Rossi fu inizialmente iscritto come pilota al successivo Gran Premio di Russia, ma la Marussia alla fine decise, per rispetto a Bianchi, di correre con il solo Chilton. La successiva chiusura della scuderia russa non permise a Rossi di prendere parte ai successivi Gran Premi. 

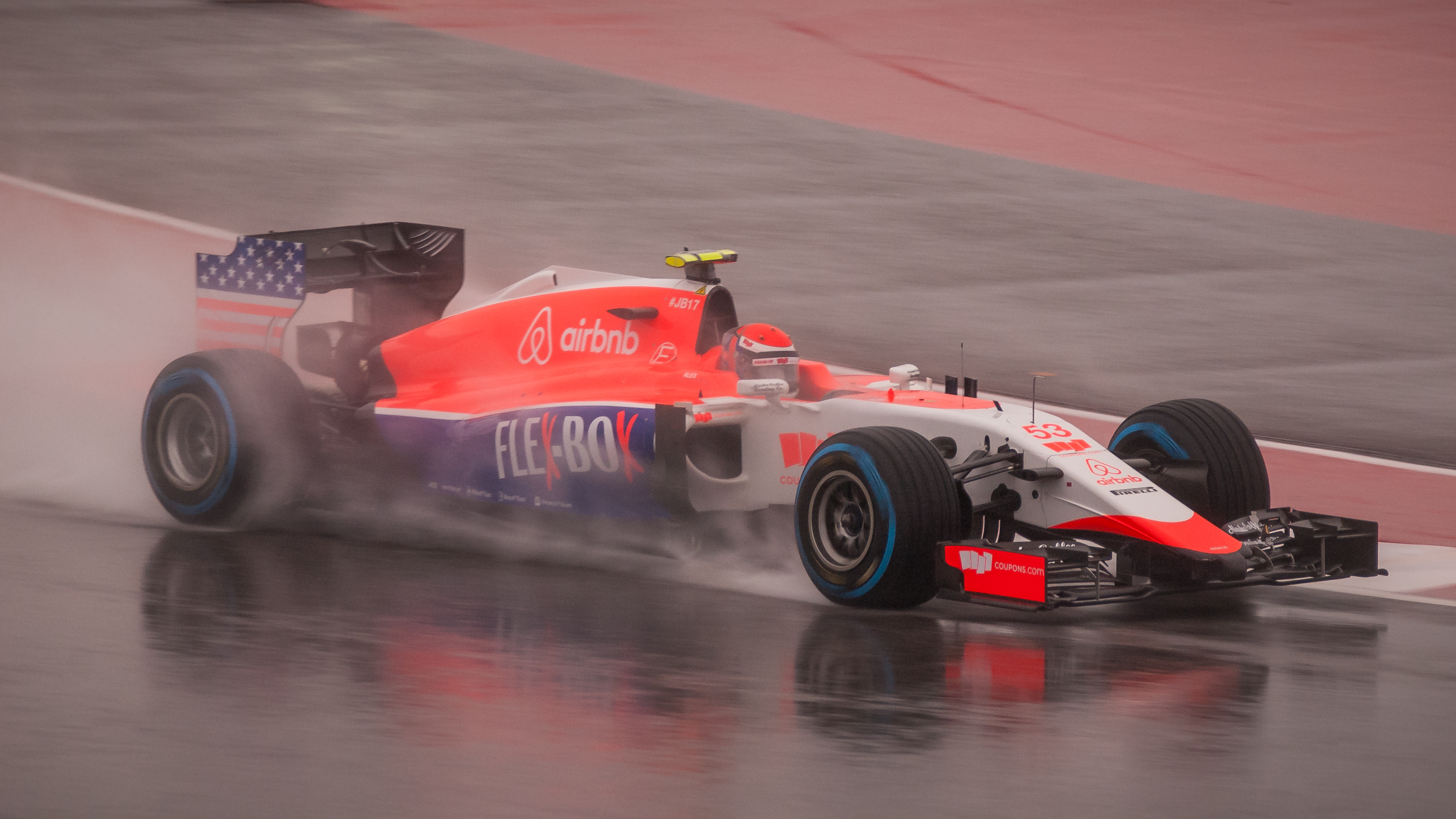
Alexander Rossi al volante della Marussia MR03B nel 2015

L'anno successivo Rossi fu nuovamente ingaggiato dalla rifondata scuderia britannica, rinominata Manor F1 Team, per correre in cinque delle ultime sette gare (quelle non coincidenti con i suoi impegni in GP2), alternandosi con lo spagnolo Roberto Merhi. Come numero di gara, Rossi scelse il 53, in omaggio al Maggiolino tutto matto della Disney.
Ad Austin eguagliò il miglior risultato stagionale della Manor, arrivando 12º: grazie ad una lunga serie di episodi, Rossi riuscì a chiudere il Gran Premio a pieni giri e per una buona porzione di gara a lottare per la zona punti. Nelle altre gare il pilota statunitense precedette più volte il compagno di squadra Will Stevens, ma la scarsa competitività della monoposto non gli consentì di ottenere risultati di rilievo. 
Nonostante le buone prestazioni, la Manor, per la stagione 2016, decise di affidarsi ai debuttanti Pascal Wehrlein e Rio Haryanto, relegando Rossi al ruolo di terzo pilota. Gli scarsi risultati dell'indonesiano spinsero poi la Manor a richiamare lo statunitense come prima guida per la parte finale della stagione, che dovette però rifiutare per via dei suoi impegni in IndyCar.

### IndyCar
Terminata la carriera in Formula 1, dal 2016 passa nel campionato IndyCar con il team Andretti, con cui si aggiudica la 100ª edizione della 500 Miglia di Indianapolis, al suo primo tentativo. L'anno seguente ottiene un'altra vittoria, battendo Scott Dixon a Watkins Glen.
La stagione 2018 è la migliore per Rossi, ottiene ben tre vittorie e diventa vice campione dietro a Scott Dixon. Anche la stagione successiva è piena di ottimi risultati, due vittorie e diversi podi chiudendo terzo in classifica dietro a Josef Newgarden e Simon Pagenaud.
Nelle due stagioni seguenti il pilota statunitense non riesce a tornare alla vittoria, deve aspettare fino al round d'Indianapolis del 2022 dove trionfa davanti a Christian Lundgaard. Dopo sette anni con il team Andretti, dal 2023 passa al team Arrow McLaren. 
Il due luglio del 2024 viene annunciata la separazione tra Rossi e la McLaren a partire dalla stagione 2025, il pilota statunitense viene sostituito dal giovane Christian Lundgaard. Per la stagione 2025 passa quindi al team Ed Carpenter Racing insieme a Christian Rasmussen.

## Risultati

### Sommario
| Anno    | Serie                          | Team                      | Gare         | Vittorie     | Pole         | Gpv          | Podi         | Punti        | Pos.         |
| ------- | ------------------------------ | ------------------------- | ------------ | ------------ | ------------ | ------------ | ------------ | ------------ | ------------ |
| 2005    | Skip Barber Western Regional   | Skip Barber Racing School | 2            | 0            |              |              | 0            | 60           | 29º          |
| 2006    | Skip Barber National           | Skip Barber Racing School | 14           | 3            | 2            | 2            | 4            | 613          | 3º           |
| 2006    | Skip Barber Western Regional   | Skip Barber Racing School | 10           | 8            | 11           |              | 10           | 538          | 1º           |
| 2006    | Formula TR 1600 Pro Series     | Odyssey Motorsports       | 11           | 4            | 5            |              | 6            | 409          | 7º           |
| 2007    | Formula BMW americano          | Team Apex Racing          | 14           | 3            | 1            | 2            | 5            | 410          | 3º           |
| 2007    | Formula BMW World Final        | EuroInternational         | 1            | 0            | 0            | 0            | 0            | N/A          | N.C.         |
| 2008    | Formula BMW americana          | EuroInternational         | 15           | 10           | 10           | 9            | 11           | 249          | 1º           |
| 2008    | Formula BMW europea            | EuroInternational         | 2            | 0            | 0            | 0            | 0            | N/A†         | N/A†         |
| 2008    | Finali Mondiali di Formula BMW | EuroInternational         | 1            | 1            | 0            | 1            | 1            | N/A          | 1º           |
| 2009    | Formula Masters                | Hitech Racing             | 16           | 3            | 0            | 1            | 5            | 52           | 4º           |
| 2009    | Formula Masters                | ISR Racing                | 16           | 3            | 0            | 1            | 5            | 52           | 4º           |
| 2009–10 | GP2 Asia Series                | Ocean Racing Technology   | 8            | 0            | 0            | 0            | 0            | 12           | 9º           |
| 2009–10 | GP2 Asia Series                | MalaysiaQi-Meritus.com    | 8            | 0            | 0            | 0            | 0            | 12           | 9º           |
| 2010    | GP3 Series                     | ART Grand Prix            | 14           | 2            | 2            | 1            | 5            | 38           | 4º           |
| 2010    | Formula Renault 3.5 Series     | ISR Racing                | 1            | 0            | 0            | 0            | 0            | 0            | N.C.         |
| 2011    | Formula Renault 3.5 Series     | Fortec Motorsport         | 17           | 2            | 0            | 1            | 5            | 156          | 3º           |
| 2012    | Formula Renault 3.5 Series     | Arden Caterham            | 17           | 0            | 0            | 4            | 1            | 63           | 11º          |
| 2012    | Formula 1                      | Caterham F1 Team          | Collaudatore | Collaudatore | Collaudatore | Collaudatore | Collaudatore | Collaudatore | Collaudatore |
| 2013    | Formula 1                      | Caterham F1 Team          | Collaudatore | Collaudatore | Collaudatore | Collaudatore | Collaudatore | Collaudatore | Collaudatore |
| 2013    | GP2 Series                     | Caterham Racing           | 20           | 1            | 1            | 0            | 4            | 92           | 9º           |
| 2014    | Formula 1                      | Caterham F1 Team          | Collaudatore | Collaudatore | Collaudatore | Collaudatore | Collaudatore | Collaudatore | Collaudatore |
| 2014    | Formula 1                      | Marussia F1 Team          | Collaudatore | Collaudatore | Collaudatore | Collaudatore | Collaudatore | Collaudatore | Collaudatore |
| 2014    | GP2 Series                     | EQ8 Caterham Racing       | 10           | 0            | 0            | 0            | 0            | 12           | 21º          |
| 2014    | GP2 Series                     | Campos Racing             | 2            | 0            | 0            | 0            | 0            | 12           | 21º          |
| 2015    | GP2 Series                     | Racing Engineering        | 22           | 3            | 1            | 0            | 7            | 181,5        | 2º           |
| 2015    | Formula 1                      | Manor Marussia F1 Team    | 5            | 0            | 0            | 0            | 0            | 0            | 20º          |

† – Poiché Rossi era un pilota ospitato, non poté ottenere punti.

### Risultati in GP3 Series
(legenda) (Le gare in grassetto indicano la pole position) (Gare in corsivo indicano Gpv)
| Anno | Team           | 1         | 2         | 3         | 4         | 5           | 6           | 7         | 8         | 9           | 10        | 11        | 12        | 13         | 14        | 15          | 16         | Punti | Pos. |
| ---- | -------------- | --------- | --------- | --------- | --------- | ----------- | ----------- | --------- | --------- | ----------- | --------- | --------- | --------- | ---------- | --------- | ----------- | ---------- | ----- | ---- |
| 2010 | ART Grand Prix | ESP FEA 8 | ESP SPR 1 | TUR FEA 4 | TUR SPR 3 | VAL FEA Rit | VAL SPR Rit | GBR FEA 5 | GBR SPR 2 | GER FEA Rit | GER SPR 8 | HUN FEA 8 | HUN SPR 1 | BEL FEA 13 | BEL SPR 2 | ITA FEA Rit | ITA SPR 15 | 38    | 4º   |

### Risultati in GP2 Asia Series
(legenda) (Le gare in grassetto indicano la pole position) (Gare in corsivo indicano Gpv)
| Anno    | Team                    | 1          | 2          | 3          | 4          | 5            | 6            | 7           | 8          | Pos. | Punti |
| ------- | ----------------------- | ---------- | ---------- | ---------- | ---------- | ------------ | ------------ | ----------- | ---------- | ---- | ----- |
| 2009–10 | Ocean Racing Technology | ABU1 FEA 4 | ABU1 SPR 5 |            |            |              |              |             |            | 12   | 9º    |
| 2009–10 | MalaysiaQi-Meritus.com  |            |            | ABU2 FEA 6 | ABU2 SPR 9 | BHR1 FEA Rit | BHR1 SPR Rit | BHR2 FEA 11 | BHR2 SPR 5 | 12   | 9º    |

### Risultati in Formula Renault 3.5 Series
(legenda) (Le gare in grassetto indicano la pole position) (Gare in corsivo indicano Gpv)
| Anno | Team              | 1         | 2       | 3       | 4        | 5         | 6        | 7         | 8         | 9         | 10        | 11      | 12      | 13       | 14       | 15       | 16       | 17      | Punti | Pos. |
| ---- | ----------------- | --------- | ------- | ------- | -------- | --------- | -------- | --------- | --------- | --------- | --------- | ------- | ------- | -------- | -------- | -------- | -------- | ------- | ----- | ---- |
| 2010 | ISR Racing        | ALC 1     | ALC 2   | SPA 1   | SPA 2    | MON 1 Rit | BRN 1    | BRN 2     | MAG 1     | MAG 2     | HUN 1     | HUN 2   | HOC 1   | HOC 2    | SIL 1    | SIL 2    | CAT 1    | CAT 2   | 0     | N.C. |
| 2011 | Fortec Motorsport | ALC 1     | ALC 2   | SPA 1 7 | SPA 2 7  | MNZ 1 17  | MNZ 2    | MON 1 Rit | NÜR 1 Rit | NÜR 2 Rit | HUN 1 2   | HUN 2 5 | SIL 1 3 | SIL 2 SQ | LEC 1 16 | LEC 2 1  | CAT 1 4  | CAT 2 7 | 156   | 3º   |
| 2012 | Arden Caterham    | ALC 1 Rit | ALC 2 5 | MON 1 3 | SPA 1 11 | SPA 2 Rit | NÜR 1 18 | NÜR 2 9   | MOS 1 17† | MOS 2 5   | SIL 1 Rit | SIL 2 5 | HUN 1 9 | HUN 2 8  | LEC 1 22 | LEC 2 16 | CAT 1 19 | CAT 2 5 | 63    | 11º  |

† - Non ha finito la gara, ma è stato classificato per aver completato più del 90% della distanza.

### Risultati in GP2 Series
(legenda) (Le gare in grassetto indicano la pole position) (Gare in corsivo indicano Gpv)
| Anno | Team                | 1          | 2          | 3           | 4          | 5          | 6          | 7           | 8          | 9          | 10         | 11          | 12         | 13         | 14         | 15        | 16          | 17        | 18        | 19          | 20         | 21        | 22          | Punti | Pos. |
| ---- | ------------------- | ---------- | ---------- | ----------- | ---------- | ---------- | ---------- | ----------- | ---------- | ---------- | ---------- | ----------- | ---------- | ---------- | ---------- | --------- | ----------- | --------- | --------- | ----------- | ---------- | --------- | ----------- | ----- | ---- |
| 2013 | Caterham Racing     | MYS FEA    | MYS SPR    | BHR FEA 3   | BHR SPR 20 | ESP FEA 6  | ESP SPR 6  | MON FEA Rit | MON SPR 19 | GBR FEA 10 | GBR SPR 9  | GER FEA 11  | GER SPR 6  | HUN FEA 13 | HUN SPR 16 | BEL FEA 3 | BEL SPR 22  | ITA FEA 8 | ITA SPR 2 | SGP FEA Rit | SGP SPR 23 | ABU FEA 1 | ABU SPR Rit | 92    | 9º   |
| 2014 | EQ8 Caterham Racing | BHR FEA 22 | BHR SPR 25 | ESP FEA Rit | ESP SPR 14 | MON FEA 16 | MON SPR 11 | AUT FEA 8   | AUT SPR 5  | GBR FEA 12 | GBR SPR 21 |             |            |            |            |           |             |           |           |             |            |           |             | 12    | 21º  |
| 2014 | Campos Racing       |            |            |             |            |            |            |             |            |            |            | Ger FEA Rit | Ger SPR 7  | HUN FEA    | HUN SPR    | BEL FEA   | BEL SPR     | ITA FEA   | ITA SPR   | RUS FEA     | RUS SPR    | ABU FEA   | ABU SPR     | 12    | 21º  |
| 2015 | Racing Engineering  | BHR FEA 3  | BHR SPR 4  | ESP FEA 3   | ESP SPR 4  | MON FEA 2  | MON SPR 7  | AUT FEA 6   | AUT SPR 8  | GBR FEA 2  | GBR SPR 4  | HUN FEA 12  | HUN SPR 20 | BEL FEA 6  | BEL SPR 1  | ITA FEA 1 | ITA SPR Rit | RUS FEA 1 | RUS SPR 6 | BHR FEA 18  | BHR SPR 9  | ABU FEA 4 | ABU SPR C   | 181,5 | 2º   |

### Risultati in Formula 1
| 2012 | Scuderia | Vettura |  |  |  |  |    |  |  |  |  |  |  |  |  |  |  |  |  |  |  |  | Punti | Pos. |
| ---- | -------- | ------- |  |  |  |  | -- |  |  |  |  |  |  |  |  |  |  |  |  |  |  |  | ----- | ---- |
| 2012 | Caterham | CT01    |  |  |  |  | SP |  |  |  |  |  |  |  |  |  |  |  |  |  |  |  | –     |      |

| 2013 | Scuderia | Vettura |  |  |  |  |  |  |    |  |  |  |  |  |  |  |  |  |  |    |  |  | Punti | Pos. |
| ---- | -------- | ------- |  |  |  |  |  |  | -- |  |  |  |  |  |  |  |  |  |  | -- |  |  | ----- | ---- |
| 2013 | Caterham | CT03    |  |  |  |  |  |  | SP |  |  |  |  |  |  |  |  |  |  | SP |  |  | –     |      |

| 2014 | Scuderia            | Vettura     |  |  |  |  |  |  |    |  |  |  |  |    |  |  |  |  |  |  |  |  | Punti | Pos. |
| ---- | ------------------- | ----------- |  |  |  |  |  |  | -- |  |  |  |  | -- |  |  |  |  |  |  |  |  | ----- | ---- |
| 2014 | Caterham e Marussia | CT05 e MR03 |  |  |  |  |  |  | SP |  |  |  |  | SP |  |  |  |  |  |  |  |  | –     |      |

| 2015 | Scuderia | Vettura |  |  |  |  |  |  |  |  |  |  |  |  |    |    |  |    |    |    |  |  | Punti | Pos. |
| ---- | -------- | ------- |  |  |  |  |  |  |  |  |  |  |  |  | -- | -- |  | -- | -- | -- |  |  | ----- | ---- |
| 2015 | Marussia | MR03B   |  |  |  |  |  |  |  |  |  |  |  |  | 14 | 18 |  | 12 | 15 | 18 |  |  | 0     | 20º  |

| Legenda | 1º posto     | 2º posto | 3º posto    | A punti         | Senza punti/Non class.  | Grassetto – Pole position Corsivo – Giro più veloce |
| Legenda | Squalificato | Ritirato | Non partito | Non qualificato | Solo prove/Terzo pilota | Grassetto – Pole position Corsivo – Giro più veloce |

### Risultati in IndyCar
| Anno | Squadra                  | Telaio       | Motore    | 1      | 2      | 3      | 4      | 5      | 6       | 7       | 8       | 9      | 10     | 11     | 12     | 13     | 14     | 15     | 16     | 17     | Punti | Pos. |
| ---- | ------------------------ | ------------ | --------- | ------ | ------ | ------ | ------ | ------ | ------- | ------- | ------- | ------ | ------ | ------ | ------ | ------ | ------ | ------ | ------ | ------ | ----- | ---- |
| 2016 | Andretti Herta Autosport | Dallara DW12 | Honda     | STP 12 | PHO 14 | LBH 20 | BAT 15 | IGP 10 | INDY 1  | DET 10  | DET 12  | ROA 15 | IOW 6  | TOR 16 | MDO 14 | POC 20 | TXS 11 | WGL 8  | SNM 5  |        | 430   | 11°  |
| 2017 | Andretti Herta Autosport | Dallara DW12 | Honda     | STP 11 | LBH 19 | ALA 5  | PHX 15 | IMS 8  | INDY 7  | DET 5   | DET 7   | TXS 22 | ROA 13 | IOW 11 | TOR 2  | MDO 6  | POC 3  | GTW 6  | WGL 1* | SNM 21 | 494   | 7°   |
| 2018 | Andretti Autosport       | Dallara DW12 | Honda     | STP 3  | PHX 3  | LBH 1* | ALA 11 | IMS 5  | INDY 4  | DET 3   | DET 12* | TXS 3  | ROA 16 | IOW 9  | TOR 8  | MDO 1* | POC 1* | GTW 2  | POR 8  | SNM 7  | 621   | 2°   |
| 2019 | Andretti Autosport       | Dallara DW12 | Honda     | STP 5  | COA 9  | ALA 5  | LBH 1* | IMS 22 | INDY 2  | DET 2   | DET 5   | TXS 2  | ROA 1* | TOR 3  | IOW 6  | MDO 5  | POC 18 | GTW 13 | POR 3  | LAG 6  | 608   | 3°   |
| 2020 | Andretti Autosport       | Dallara DW12 | Honda     | TXS 15 | IMS 25 | ROA 19 | ROA 3  | IOW 6  | IOW 8   | INDY 27 | GTW 22  | GTW 14 | MDO 3  | MDO 2  | IMS 2  | IMS 3  | STP 21 |        |        |        | 317   | 9°   |
| 2021 | Andretti Autosport       | Dallara DW12 | Honda     | ALA 9  | STP 21 | TXS 8  | TXS 20 | IMS 7  | INDY 29 | DET 7   | DET 13  | ROA 7  | MDO 5  | NSH 17 | IMS 4  | GTW 17 | POR 2  | LAG 25 | LBH 6  |        | 332   | 10°  |
| 2022 | Andretti Autosport       | Dallara DW12 | Honda     | STP 20 | TXS 27 | LBH 8  | ALA 9  | IMS 11 | INDY 5  | DET 2   | ROA 3   | MDO 19 | TOR 23 | IOW 13 | IOW 18 | IMS 1  | NSH 4  | GTW 25 | POR 7  | LAG 10 | 381   | 9°   |
| 2023 | Arrow McLaren            | Dallara DW12 | Chevrolet | STP 4  | TXS 22 | LBH 22 | ALA 8  | IMS 3  | INDY 5  | DET 5   | ROA 10  | MDO 10 | TOR 16 | IOW 10 | IOW 15 | NSH 19 | IMS 5  | GTW 4  | POR 20 | LAG 7  | 375   | 9º   |
| 2024 | Arrow McLaren            | Dallara DW12 | Chevrolet | STP 6  | LBH 10 | ALA 25 | IMS 8  | INDY 4 | DET 5   | ROA 18  | LAG 3   | MDO 6  | IOW 8  | IOW 15 | TOR    | GAT 19 | POR 12 | MIL 7  | MIL 6  | NSH 15 | 366   | 10º  |
| 2025 | Ed Carpenter Racing      | Dallara DW12 | Chevrolet | STP 10 | THE 9  | LBH 15 | ALA 8  | IMS 14 | INDY    | DET     | GAT     | ROA    | MDO    | IOW    | IOW    | TOR    | LAG    | POR    | MIL    | NSH    | 98*   |      |

* Stagione in corso.